# Батьківський комплекс
Батьківський комплекс — у психології це група несвідомих асоціацій або сильних несвідомих імпульсів, — які конкретно стосуються образу або архетипу батька. Ці імпульси можуть бути як позитивними (захоплення та пошук старших батьків), так і негативними (недовіра чи страх).
Зигмунд Фрейд і психоаналітики після нього розглядали комплекс батька, зокрема амбівалентні почуття до батька з боку дитини чоловічої статі, як аспект комплексу Едіпа. Навпаки, Карл Юнг вважав, що і чоловіки, і жінки можуть мати комплекс батька, який, у свою чергу, може бути як позитивним, так і негативним.

## Фрейд і Юнг

### Спільне розуміння
Використання терміна «батьківський комплекс» виникло в результаті плідної співпраці Фрейда та Юнга протягом першого десятиліття XX століття — у той час, коли Фрейд писав про невротиків, «що, як висловився Юнг, вони хворіють на ті самі комплекси, проти яких ми нормальні люди теж борються».
У 1909 році Фрейд зробив «Комплекс батька та вирішення ідеї щура» центральною темою свого дослідження людини-щура; Фрейд бачив відновлення дитинства боротьби з батьківською владою як те, що лежить в основі примусу Людини-щура останніх днів. У 1911 році Фрейд писав, що «у випадку Шребера ми знову опиняємося на знайомому ґрунті батьківського комплексу»; роком раніше Фрейд стверджував, що батьківський комплекс — страх, непокора та недовіра до батька — сформував у пацієнтів чоловічої статі найважливіший опір його лікуванню.
Батьківський комплекс також лежав у концептуальному ядрі «Тотем і табу» (1912-3). Навіть після розриву з Юнгом, коли «комплекс» став терміном, до якого слід звертатися обережно серед фрейдистів, комплекс батька залишався важливим у теоретизуванні Фрейда 1920-х років; — наприклад, це помітно в «Майбутньому ілюзії» (1927). Інші психологи в оточенні Фрейда вільно писали про амбівалентну природу комплексу. Однак до 1946 року та в складному підсумку першої половини психоаналітичного періоду Отто Феніхеля батьківський комплекс, як правило, включався в ширший обсяг комплексу Едіпа в цілому.
Після розколу між Фрейдом і Юнгом останній так само продовжував використовувати батьківський комплекс, щоб висвітлити стосунки між батьком і сином, як, наприклад, у випадку залежного від батька пацієнта, якого Юнг назвав «fils a papa» (про нього Юнг писав: [його] батько все ще надто гарантує його існування"), або коли Юнг зазначив, як позитивний батьківський комплекс може спричинити надмірну готовність вірити в авторитет. Однак Юнг і його послідовники були однаково готові використовувати цю концепцію для пояснення жіночої психології, наприклад, коли негативно заряджений батьківський комплекс змушував жінку відчувати, що всі чоловіки, ймовірно, будуть відмовлятися від співпраці, засуджувати та суворо.

### Розкол Фрейда і Юнга
І Фрейд, і Юнг використовували батьківський комплекс як інструмент для висвітлення власних особистих стосунків. Наприклад, коли їх рання близькість поглибилася, Юнг написав Фрейду з проханням «дозволити мені насолоджуватися вашою дружбою не як між рівними, а як між батьком і сином». Однак у ретроспективі і юнгіанці, і фрейдисти зауважили б, як Юнг був спонуканий поставити під сумнів теорії Фрейда таким чином, що вказав на існування негативного комплексу батька поза позитивним — під його обраною та відкритою позицією улюбленого сина.
Мабуть, не дивно, що цей комплекс зрештою призвів до конфліктів між парою та підживив їх, причому Юнг звинуватив Фрейда в тому, що він «поводився зі своїми учнями, як з пацієнтами… Тим часом ти сидиш гарно зверху, як батько». У своїх зусиллях звільнитися від своєї психоаналітичної фігури батька Юнг відкидає термін «батьківський комплекс» як віденську лайку — незважаючи на те, що він сам використовував його в минулому для освітлення саме таких ситуацій.

## Постмодернізм: відсутній батько
Тоді як ідея батьківського комплексу спочатку розвивалася, щоб мати справу з важким вікторіанським патріархом, до нового тисячоліття натомість розвинулась постмодерна заклопотаність втратою батьківської влади — відсутністю батька. Поряд із переходом від фройдистського акценту на ролі батька до акценту теорії об'єктних відносин на матері психоаналіз виділяв пошук батька та негативні наслідки виключення батька.
З французької точки зору навіть було висловлено припущення, що цей вислів майже повністю відсутній у сучасному психоаналізі. Хоча пост-лаканісти, безперечно, продовжують обговорювати ідею «батькокомплексу», постмодерністський словник психоаналізу, проте, швидше за все, матиме запис замість терміна Джеймса М. Герцога (1980) «голод за батьком»: туга сина потреба контакту з батьком.
Однак юнгіанці, такі як Еріх Нойман, продовжували використовувати концепцію батьківського комплексу для дослідження стосунків батька/сина та їх наслідків для питань влади, зауважуючи, з одного боку, як передчасне ототожнення з батьком, виключаючи боротьбу поколінь, може призводять до бездумного консерватизму, тоді як, з іншого боку, вічний бунт проти батьківського комплексу виявляється в архетипі вічного сина. Вони також застосували подібний аналіз до жінки з негативним комплексом батька, для якої опір пропозиціям чоловіка та чоловічому авторитету може стати ендемічним.

### Голод за батьком
Експерт із розладів харчової поведінки Марго Д. Мейн використала концепцію «голодом за батьком» у своїй книзі «Батьки, доньки та їжа» (листопад 1991 р.), з особливим наголосом на стосунках із дочкою. Такий голод за батьком, викликаний відсутністю батька, може викликати у доньки нездоровий нарцисизм і переважний пошук зовнішніх джерел самоповаги. Далі Мейн досліджував тугу, яку відчувають усі діти за стосунками з батьками, і те, як незадоволений голод за батьком впливає на неправильне харчування та інші психічні захворювання.
У сучасній психоаналітичній теорії книга Джеймса М. Герцога «Голод за батьком: Дослідження з дорослими та дітьми» стосується несвідомої туги, яку відчувають багато чоловіків і жінок за причетним батьком. Крім того, важливість батьківського піклування як про синів, так і про дочок на відповідних етапах розвитку розглядається в працях Майкла Дж. Даймонда (див. My Father Before Me, WW Norton, 2007).
Юнгіанці наголошували на силі голоду за батьком, який змушує людину постійно шукати неактуалізовані частини архетипу батька в зовнішньому світі. Одна з відповідей, запропонована людям, полягає в переході до генеративності; пошуку втраченого батька в собі, поява внутрішнього батька, і передача його своїм наступникам, таким чином переходячи від вимоги батьківського керівництва до його надання.

## Культурні приклади
Ідея «батьківського комплексу» все ще процвітає в культурі загалом. Наприклад, Чеслав Мілош писав про Альберта Ейнштейна: «все в ньому апелювало до мого батьківського комплексу, моєї туги за захисником і лідером».
Вибір псевдоніма Боба Ділана пов'язують із батьківським комплексом, оскільки він відмовляється від свого справжнього батька та імені по батькові. Після цього вибору, однак, він шукав серію образів батька, або «ідолів», як він їх називав, щоб діяти як батько-сповідник, перш ніж залишити кожного знову по черзі.
Однак англійський романіст Девід Герберт Лоуренс відкинув ідею батьківського комплексу стосовно себе, назвавши це комплексом дурня.